# Meisterwerke zwischen Rhein und Mosel
Bei den Meisterwerken zwischen Rhein und Mosel  handelt es sich um eine Kooperation von 15 touristischen Sehenswürdigkeiten aus dem kulturellen oder naturellen Bereich im näheren Einzugsgebiet der Bundesgartenschau 2011 in Koblenz. Diese Sehenswürdigkeiten widmen sich unterschiedlichen Themen wie beispielsweise der römischen Antike im Rheinland, dem Mittelalter und den dazugehörigen Burgen, der Geologie und hier insbesondere dem Vulkanismus, der Politik und der Kunst.

## Die Meisterwerke im Überblick
- Arp Museum Bahnhof Rolandseck
- Dokumentationsstätte Regierungsbunker, Bad Neuenahr-Ahrweiler
- RömerWelt am Caput Limitis, Rheinbrohl
- Geysir, Andernach
- Schloss Engers, Neuwied
- Kulturpark Sayn, Bendorf-Sayn

Zum Kulturpark Sayn zählen das Schloss Sayn, der Garten der Schmetterlinge Schloss Sayn, Rheinisches Eisenkunstguss-Museum, Sayner Hütte, Kletterwald Sayn, Burg Sayn, Fürstlicher Schlosspark, Abtei Sayn, Heins Mühle, Römerturm und Limes.
- Benediktinerabtei, Maria Laach
- Vulkanpark, Eifel

Zum Vulkanpark im Landkreis Mayen-Koblenz zählen 5 moderne museale Informations- und Erlebniszentren (Vulkanpark Infozentrum Plaidt/Saffig, Lava-Dome mit Lavakeller in Mendig, Geysir Andernach, Römerbergwerk Meurin mit antiker Technikwelt in Kretz, Terra Vulcania in Mayen, Museum der Bimsindustrie in Kaltenengers) sowie 17 Kultur-, Natur- und Landschaftsdenkmäler.
- Koblenz und Festung Ehrenbreitstein
- Schloss Stolzenfels, Koblenz
- Marksburg, Braubach
- Burg Eltz, Wierschem
- Loreley, St. Goarshausen
- Burg Pfalzgrafenstein, Kaub
- Römerbauten, Trier

Zu den Römerbauten Trier gehören die Porta Nigra, die Kaiserthermen, das Amphitheater und die Thermen am Viehmarkt.

## Gründung
Initiator der Kooperation war die Bundesgartenschau 2011 GmbH der Stadt Koblenz. Bereits im Frühjahr 2010 wählte die Bundesgartenschau 2011 GmbH zwölf touristische Sehenswürdigkeiten im engeren Umkreis aus, mit denen sie partnerschaftlich ein umfassendes touristisches Marketing für die Region durchführen wollte. Unter dem Namen „Meisterwerke der Region“ wurden zwölf von 13 Sehenswürdigkeiten auf dem Gelände der Bundesgartenschau besonders gewürdigt, die Bundesgartenschau 2011 tauchte selbst als 13. Partner in den gemeinsamen Werbemaßnahmen auf.
Gemeinsames Ziel aller Akteure war es, die touristischen Potentiale und Sehenswürdigkeiten der gesamten Region deutlich herauszustellen. Durch koordinierte Veranstaltungen und Marketingmaßnahmen sollte der Besucher der BUGA 2011 in Koblenz zu einem ausgedehnten Besuch der Region und der Gast in der Rhein-Mosel Region zu einem Besuch der BUGA 2011 in Koblenz animiert werden.
Nach Ablauf der BUGA 2011 in Koblenz zogen die Kooperationspartner eine positive Bilanz und kooperieren seit dem Jahr 2012 unter dem neuen Namen "Meisterwerke zwischen Rhein und Mosel".
Die Zahl der Meisterwerke wuchs zwischenzeitlich auf 15. Auch wenn die Partner sich die Aufnahme weiterer Meisterwerke vorbehalten, ist von einer starken Selektion auszugehen.